# Hahn (Engelskirchen)
Hahn is een deel van de gemeente Engelskirchen in  het Oberbergischer Kreis in het Rijnland in Noordrijn-Westfalen in Duitsland. In Hahn wonen 297 mensen (2004). Hahn is een plaats waar van oorsprong Westmiddelduits wordt gesproken. Het ligt aan de Uerdinger linie.  